# Mihai Ţurcaş
Mihai Ţurcaş   (Brașov, 18 de novembre de 1942 - 24 de desembre de 2002) fou un piragüista romanès que va competir durant la dècada de 1960.
El 1964 va prendre part en els Jocs Olímpics d'Estiu de Tòquio, on va guanyar la medalla de bronze en la prova del K-4 1.000 metres del programa de piragüisme. Formà equip amb Simion Cuciuc, Atanase Sciotnic i Aurel Vernescu. Quatre anys més tard, als Jocs de Ciutat de Mèxic, guanyà la medalla de plata en la mateixa prova, aquesta vegada formant equip amb Anton Calenic, Haralambie Ivanov i Dimitrie Ivanov.
En el seu palmarès també destaca una medalla d'or al Campionat del Món de piragüisme en aigües tranquil·les de 1966 i dues d'or i una de plata al Campionat d'Europa. Una vegada retirat va exercir d'entrenador.